# 大酉茶屋わしのみや
大酉茶屋田々（おおとりちゃやでんでん）は埼玉県久喜市鷲宮1丁目にある飲食店である。久喜市商工会鷲宮支所（旧・鷲宮商工会）が運営をしている。旧称は大酉茶屋わしのみや（おおとりちゃやわしのみや）。

## 概要
久喜市鷲宮地区は鷲宮神社の鳥居前町として多くの人が訪れていたものの休憩所がなかったため、かねてより、それらを要望する声が多くあった。そこで、要望に応え地域の活性化を図るために、鷲宮神社の鳥居前にある、使用をやめていた築110年の酒屋店舗を、鷲宮町商工会（久喜市との合併後、鷲宮商工会に改称。現在は久喜市商工会鷲宮支所）が主体となり活用することとなった。開業に先立ち、建物の修繕・改修を行い、2004年の大みそかに仮開店、2005年3月27日に正式に開店した。店舗の横には掲示板があり、鷲宮商工会からの情報・案内も掲示されている。
2007年12月2日には、同年放送のアニメ『らき☆すた』にて、旧・鷲宮町内が舞台モデルの一つとなったことが縁となり行われた、『「らき☆すた」のブランチ&公式参拝in 鷲宮』の会場の一つとなった。
2010年5月5日には、ミニFM「ラジオ鷲宮」の初放送が行われた。当初はこの日限りの予定だったが、これ以後も、定期的な放送が続いている。
2017年2月11日に一旦営業を終了。管理者を変えて2018年11月15日で再々開店した。

## 施設

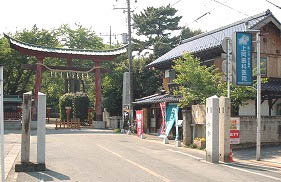
右の建物が大酉茶屋わしのみや。アニメ『らき☆すた』のオープニングでは、この画像とほぼ同じアングルを基にした背景画が使用された。

建物は2階建てである。

2007年12月、『「らき☆すた」のブランチ&公式参拝in 鷲宮』で初披露され、大酉茶屋わしのみや入口横に設置された石碑。(2010年4月)

1階は、飲食・物販スペースとなっており、地元物産品・手工芸品の展示販売や、和菓子や地域特産品であるそばなどの飲食物の販売を行っており、アンテナショップとしての役割や、地元商店の新商品の試験販売の場ともなっている。また、店舗建物にある縁側にて飲食することも可能。前述の『らき☆すた』イベント開催中には、店の飲食メニューの一部が一時的に『らき☆すた』にちなんだものになり（たぬきそば→こなたぬきそば、など）、同時に作品にちなんだ新メニューが登場した。その後、町おこしを兼ねて、一部の飲食メニューの名称が恒常的に『らき☆すた』にちなんだものとなり、物販スペースでは、『らき☆すた』コラボ商品の販売が行われるようになった。
2015年8月には改装が行われ、「古民家レストラン大酉茶屋」として再開店。昼はしょうが焼き定食やから揚げ定食などを中心とした和食レストラン、夜は埼玉県の地酒を中心としたバーとして営業してきた。
2018年11月に「大酉茶屋田々（でんでん）」として再々開店。メニューはおでんと田楽を主に変わり種として海藻ラーメン、軽食がある。
2階は、個展や会議、イベントスペースとして使用できる。かつて1階に展示されていた『らき☆すた』関連の記念品や寄贈品のほか、北海道大学観光学高等研究センターによる町おこしに関する研究発表もパネルで展示されている。
また、ラジオ鷲宮の放送が、毎週日曜日に行われている。2013年10月からはニコニコ生放送での同時配信を開始した。

## 沿革
- 2004年（平成16年）12月31日 - 鷲宮神社への初詣客に備え、仮開店
- 2005年（平成17年）3月27日 - 正式開店
- 2007年（平成19年）12月2日 - 『「らき☆すた」のブランチ&公式参拝in 鷲宮』開催
- 2009年（平成21年）3月1日 - 厨房修繕工事が開始、4月3日まで閉店
- 2010年（平成22年）5月5日 - ラジオ鷲宮の初放送
- 2015年（平成27年）8月24日 - 「古民家レストラン大酉茶屋」として再開店
- 2017年（平成29年）2月11日 -  指定管理業務契約満了のため閉店[2]
- 2018年（平成30年）11月15日 - 管理者を変えて「大酉茶屋田々」として再々開店

## 営業時間
- 定休日：月・火曜日
- 営業時間：11時00分～16時00分

## アクセス
- 東武伊勢崎線鷲宮駅より徒歩7分
- JR宇都宮線東鷲宮駅より徒歩35分
- JR宇都宮線東鷲宮駅より朝日自動車加須川口循環線、鷲宮神社入口下車